# Депутаты Национального собрания от департамента Па-де-Кале

Депутаты от департамента Па-де-Кале по результатам выборов 2022 г.

Депутаты от департамента Па-де-Кале по результатам выборов 2017 г.

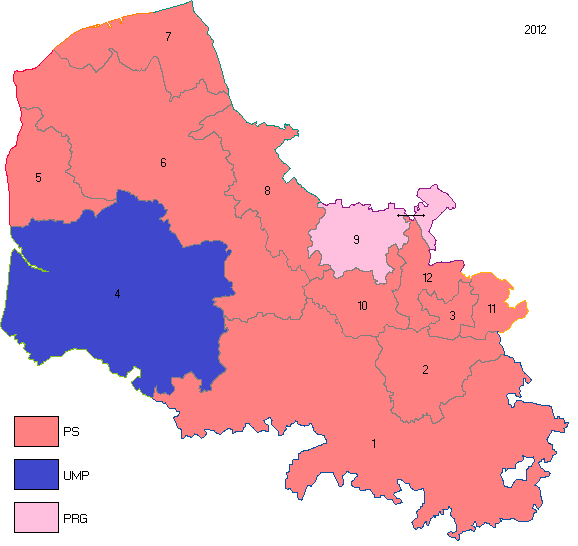
Депутаты от департамента Па-де-Кале по результатам выборов 2012 г.

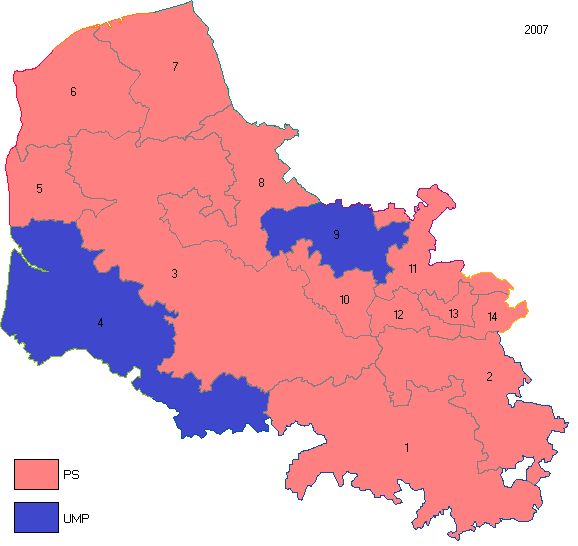
Депутаты от департамента Па-де-Кале по результатам выборов 2007 г.

|  | Номер округа | Депутат                            | Партия                   |
|  | ------------ | ---------------------------------- | ------------------------ |
|  | 1            | Эмманюэль Блери                    | Национальное объединение |
|  | 2            | Аньес Панье-Рюнаше/ Полин Левассёр | Возрождение              |
|  | 3            | Брюно Клаве                        | Национальное объединение |
|  | 4            | Филипп Фе                          | Горизонты                |
|  | 5            | Антуан Голлио                      | Национальное объединение |
|  | 6            | Кристин Энгран                     | Национальное объединение |
|  | 7            | Марк де Флёрьян                    | Национальное объединение |
|  | 8            | Огюст Эврар                        | Национальное объединение |
|  | 6            | Каролин Пармантье                  | Национальное объединение |
|  | 10           | Тьерри Фраппе                      | Национальное объединение |
|  | 11           | Марин Ле Пен                       | Национальное объединение |
|  | 12           | Брюно Бильд                        | Национальное объединение |

|  | Номер округа | Депутат           | Партия                   |
|  | ------------ | ----------------- | ------------------------ |
|  | 1            | Эмманюэль Блери   | Национальное объединение |
|  | 2            | Жаклин Маке       | Возрождение              |
|  | 3            | Жан-Марк Телье    | Коммунистическая партия  |
|  | 4            | Филипп Фе         | Горизонты                |
|  | 5            | Жан-Пьер Пон      | Возрождение              |
|  | 6            | Кристин Энгран    | Национальное объединение |
|  | 7            | Пьер-Анри Дюмон   | Республиканцы            |
|  | 8            | Бертран Пети      | Разные левые             |
|  | 6            | Каролин Пармантье | Национальное объединение |
|  | 10           | Тьерри Фраппе     | Национальное объединение |
|  | 11           | Марин Ле Пен      | Национальное объединение |
|  | 12           | Брюно Бильд       | Национальное объединение |

|  | Номер округа | Депутат                        | Партия                   |
|  | ------------ | ------------------------------ | ------------------------ |
|  | 1            | Брюно Дюверже                  | Демократическое движение |
|  | 2            | Жаклин Маке                    | Вперед, Республика!      |
|  | 3            | Жозе Эврар                     | Национальный фронт       |
|  | 4            | Даниель Факель                 | Республиканцы            |
|  | 4            | Робер Терри                    | Разные правые            |
|  | 5            | Жан-Пьер Пон                   | Вперед, Республика!      |
|  | 6            | Брижитт Бургиньон Людовик Локе | Вперед, Республика!      |
|  | 7            | Пьер-Анри Дюмон                | Республиканцы            |
|  | 8            | Бенуа Потри                    | Вперед, Республика!      |
|  | 9            | Маргерит Депре-Одбер           | Демократическое движение |
|  | 10           | Людовик Пажо                   | Национальный фронт       |
|  | 11           | Марин Ле Пен                   | Национальный фронт       |
|  | 12           | Брюно Бильд                    | Национальный фронт       |

|  | Номер округа | Депутат           | Партия                    |
|  | ------------ | ----------------- | ------------------------- |
|  | 1            | Жан-Жак Коттель   | Социалистическая партия   |
|  | 2            | Жаклин Маке       | Социалистическая партия   |
|  | 3            | Ги Делькур        | Социалистическая партия   |
|  | 4            | Даниель Факель    | Союз за народное движение |
|  | 5            | Фредерик Кювилье  | Социалистическая партия   |
|  | 6            | Брижитт Бургиньон | Социалистическая партия   |
|  | 7            | Ян Капе           | Социалистическая партия   |
|  | 8            | Мишель Лефе       | Социалистическая партия   |
|  | 9            | Стефан Сент-Андре | Радикальная левая партия  |
|  | 10           | Серж Жанкен       | Социалистическая партия   |
|  | 11           | Филипп Кемель     | Социалистическая партия   |
|  | 12           | Николя Бэ         | Социалистическая партия   |

|  | Номер округа | Депутат          | Партия                    |
|  | ------------ | ---------------- | ------------------------- |
|  | 1            | Жаклин Маке      | Социалистическая партия   |
|  | 2            | Катрин Жениссон  | Социалистическая партия   |
|  | 3            | Жан-Клод Леруа   | Социалистическая партия   |
|  | 4            | Даниель Факель   | Союз за народное движение |
|  | 5            | Фредерик Кювилье | Социалистическая партия   |
|  | 6            | Жак Ланг         | Социалистическая партия   |
|  | 7            | Жиль Кокемпо     | Социалистическая партия   |
|  | 8            | Мишель Лефе      | Социалистическая партия   |
|  | 9            | Андре Флажоле    | Союз за народное движение |
|  | 10           | Серж Жанкен      | Социалистическая партия   |
|  | 11           | Одетт Дюрье      | Социалистическая партия   |
|  | 12           | Жан-Пьер Кюшеда  | Социалистическая партия   |
|  | 13           | Ги Делькур       | Социалистическая партия   |
|  | 14           | Альбер Факон     | Социалистическая партия   |